# Isoetes laosiensis
Isoetes laosiensis är en kärlväxtart som beskrevs av C.Kim och H.K.Choi. Isoetes laosiensis ingår i släktet braxengräs, och familjen Isoetaceae. Inga underarter finns listade i Catalogue of Life.